# Stijf havikskruid
Stijf havikskruid (Hieracium laevigatum) is een vaste plant, die behoort tot de composietenfamilie. Hij lijkt sterk op boshavikskruid. De plant is te vinden op droge, min of meer voedselrijke grond in lichte bossen, grazige bermen en heidevelden, op muren, soms in schraalland en veenmosrietland. Stijf havikskruid staat op de Nederlandse Rode lijst van planten als algemeen voorkomend en stabiel of toegenomen. Het aantal chromosomen 2n = 18 of 27.
De plant wordt 15 - 120 cm hoog. De rechte stengels zijn bovenaan, maar soms ook vanaf de voet, vertakt en hebben een sterk wisselend aantal stengelbladeren. Van de rozetbladeren zijn er tijdens de bloei soms nog 1 - 2 aanwezig. De langwerpige, kortgesteelde, 8-18 cm lange en 1,8 - 2,5 cm brede rozetbladeren zijn naar de bladvoet versmald en kunnen gaafrandig tot grofgetand zijn. De stengelbladeren zijn vaak bijna zittend.
Stijf havikskruid bloeit van juli tot in de herfst met gele, 9 - 11 mm lange bloemhoofdjes, die in een tuil staan gerangschikt. Het hoofdje bevat alleen lintbloemen. De omwindselblaadjes staan niet af en waarvan er een aantal vaak een toegespitste top hebben. Er kunnen korte klierharen voorkomen. De bloemhoofdjesbodem is weinig behaard en de tanden rondom de putjes van de bloemhoofdjesbodem zijn niet haarachtig verlengd. De stijlen zijn geel tot bruin.
De vrucht is een 3 mm lang en 0,7 mm dik, geribd nootje met vruchtpluis.
Stijf havikskruid is een drachtplant

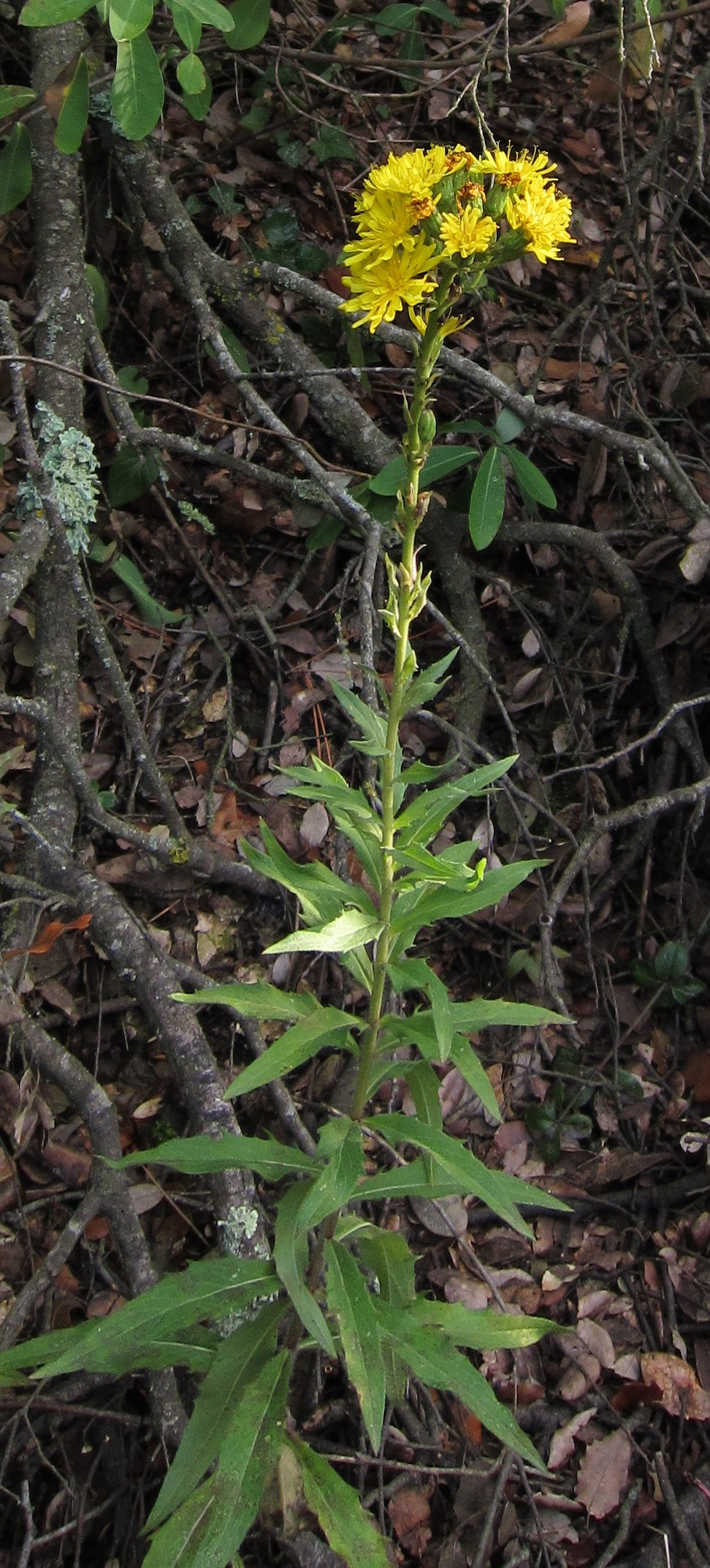
Plant
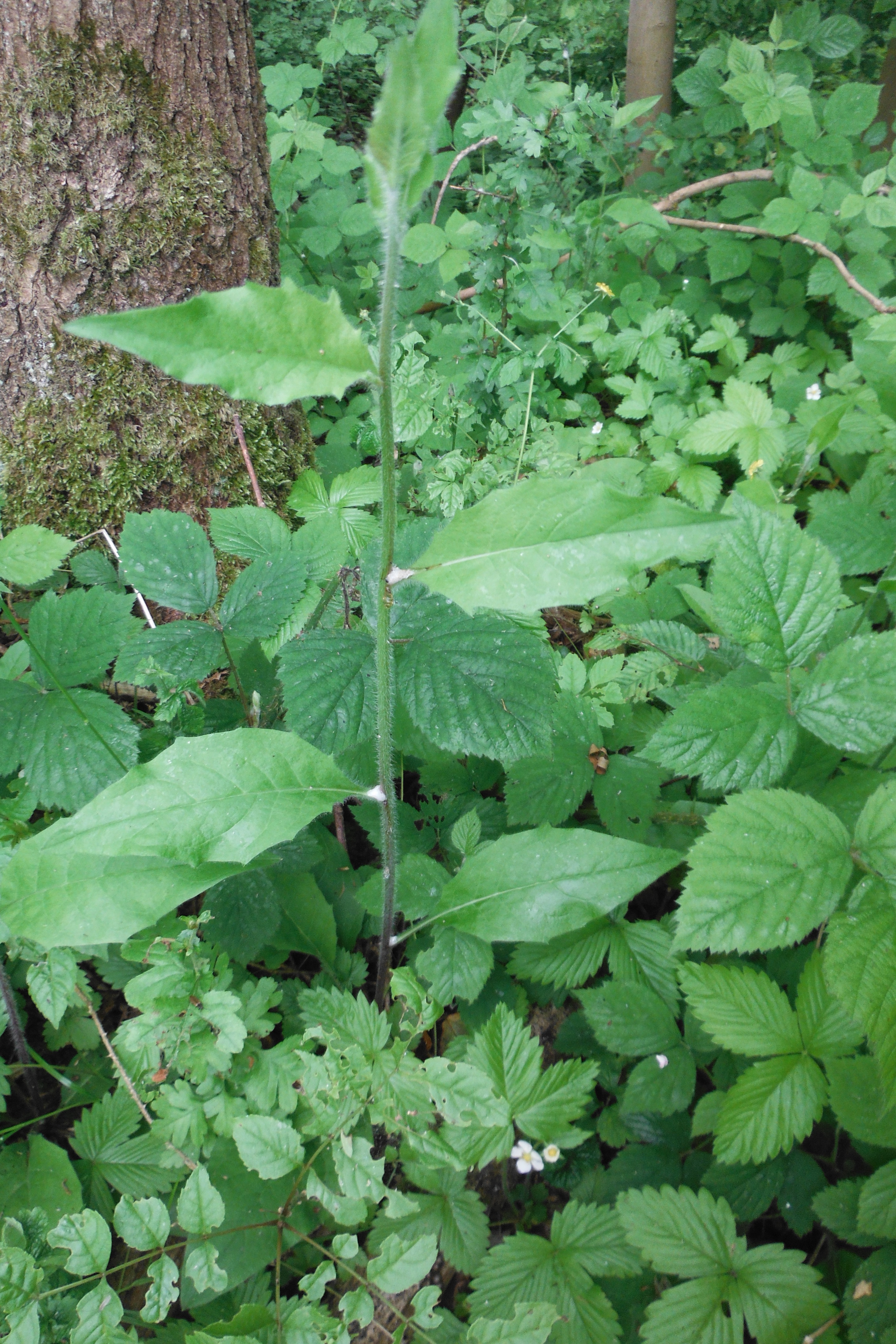
Stengel
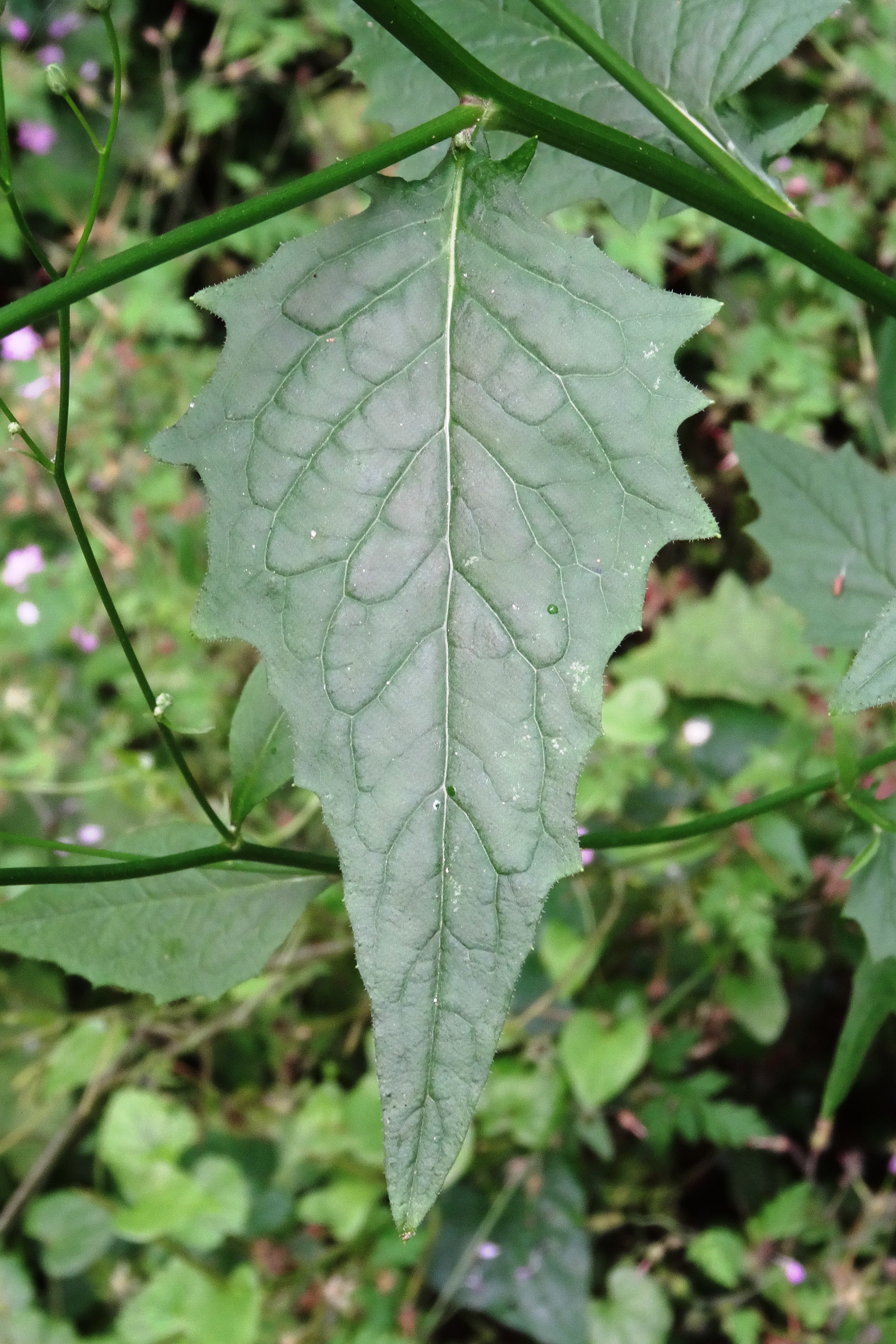
Blad
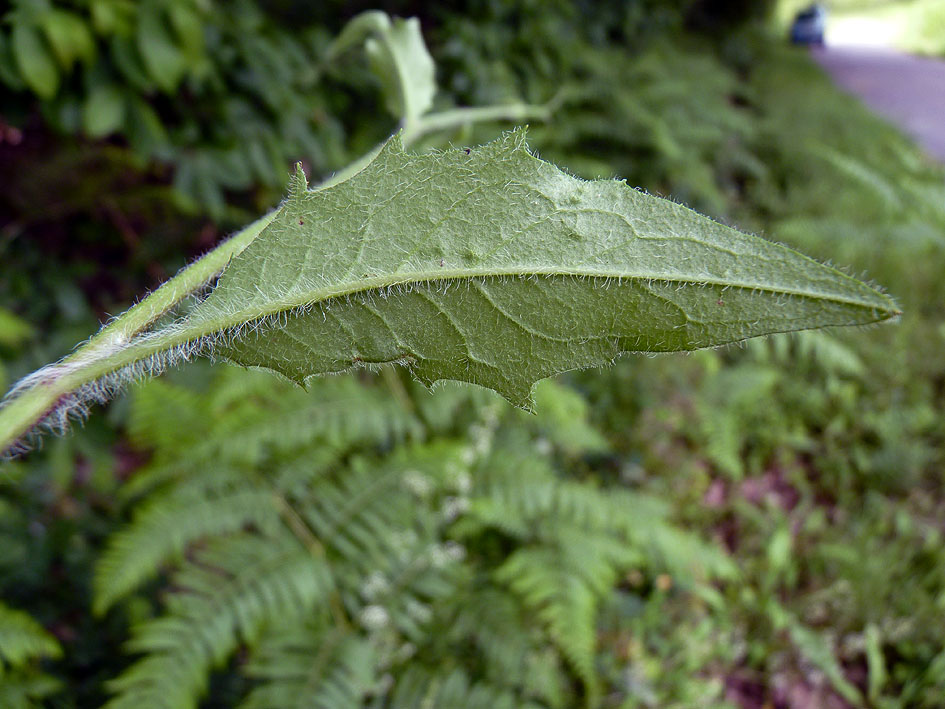
Blad
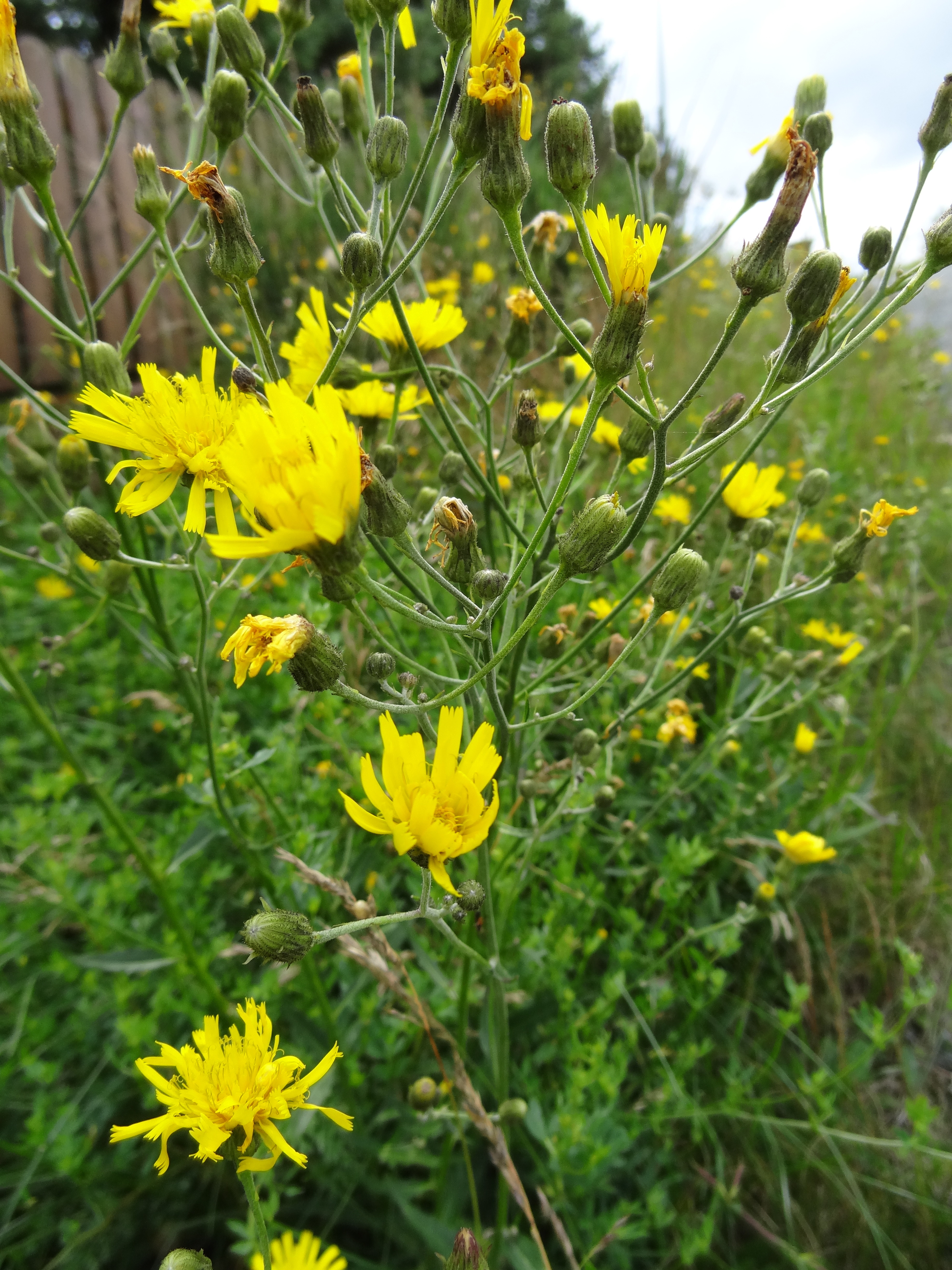
Bloeiwijze
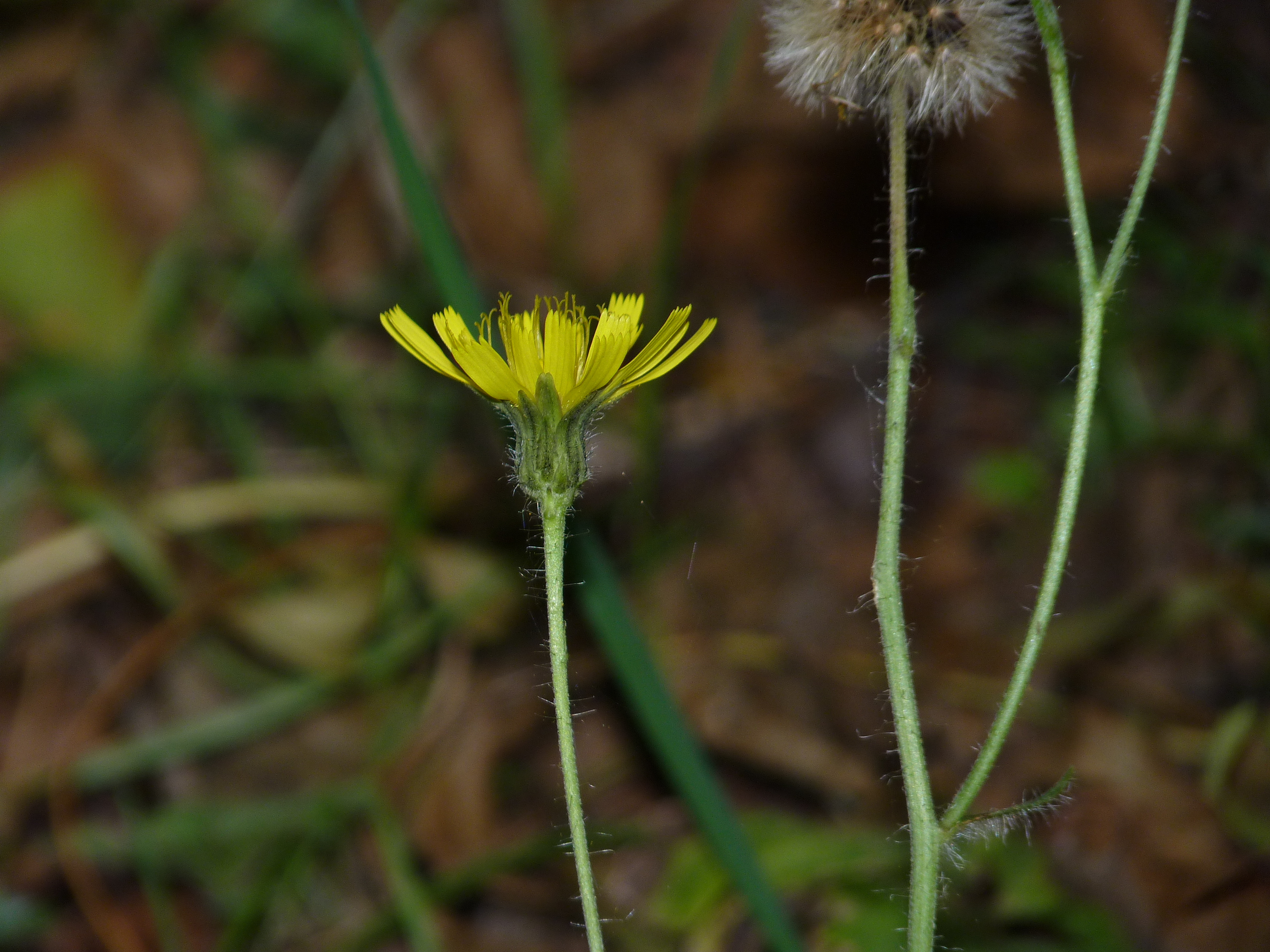
Hoofdje
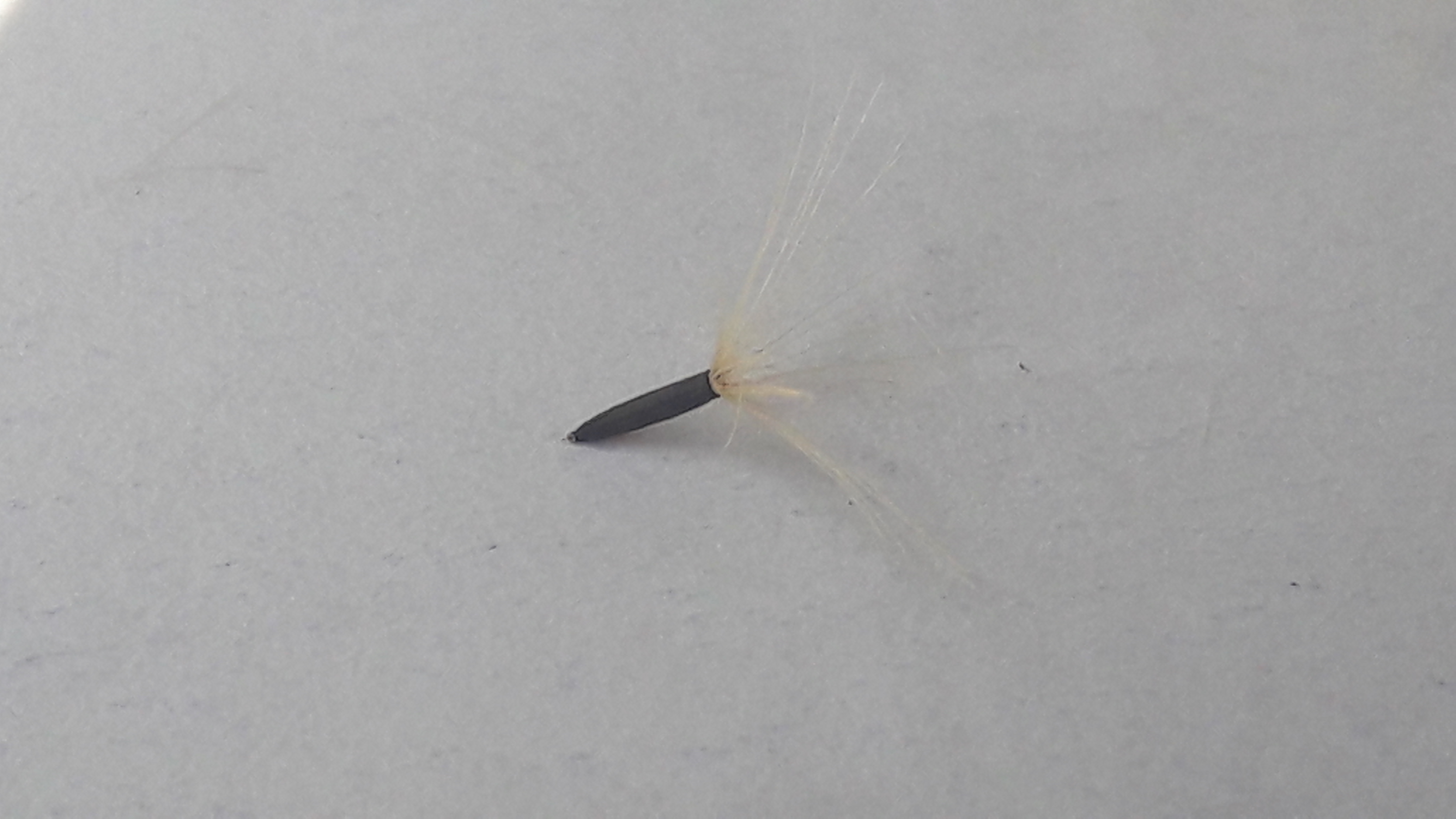
Vrucht
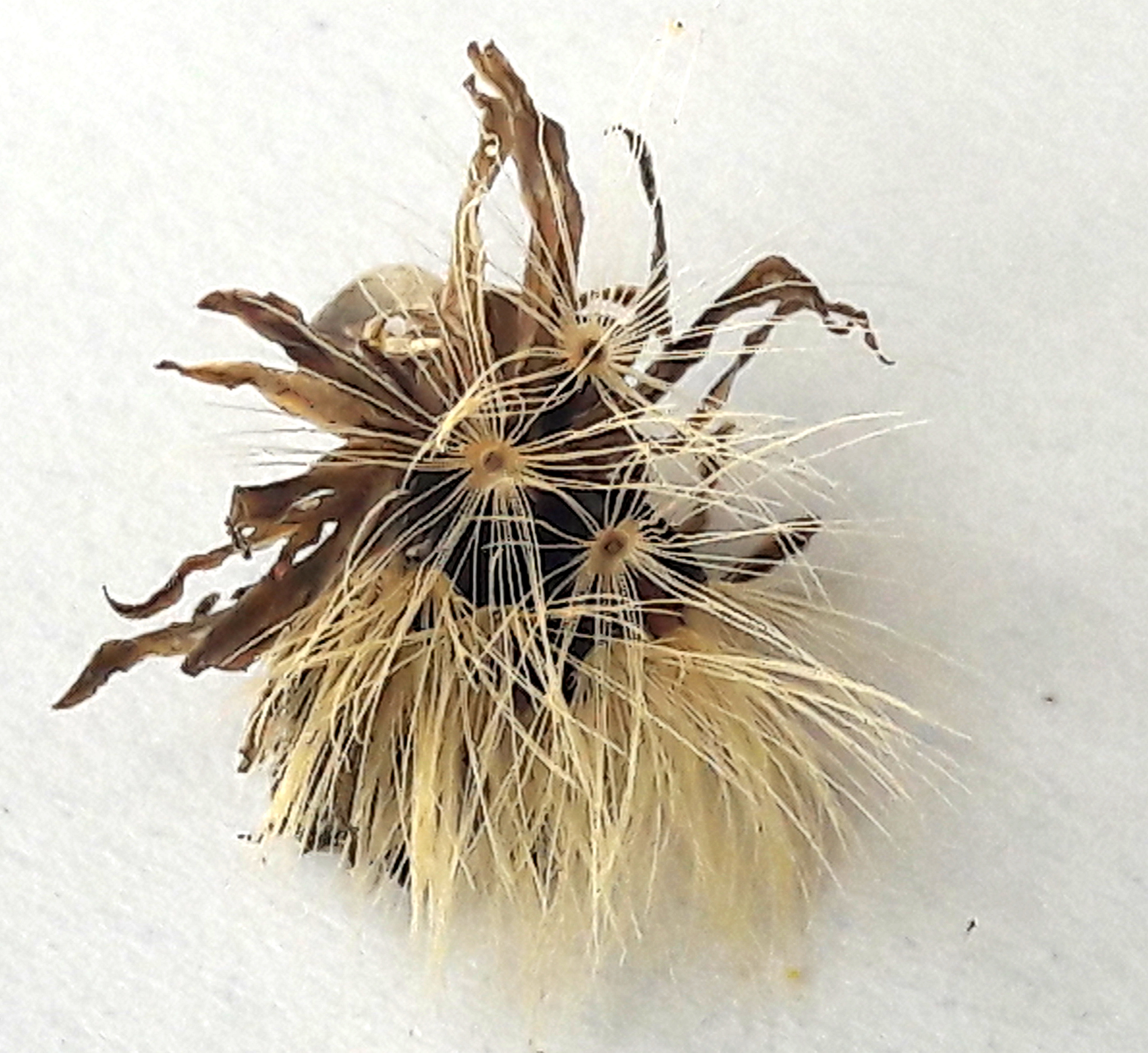
vruchten

## Plantengemeenschap
Stijf havikskruid is een indicatorsoort voor struisgrasvegetaties (ha) subtype Struisgraslanden, een karteringseenheid in de Biologische Waarderingskaart (BWK) van Vlaanderen en het Brussels Hoofdstedelijk Gewest.